# Tumiany
Tumiany [pronunciación en polaco: /tuˈmʲanɨ/] ( en alemán: Daumen) es una aldea ubicada en el distrito administrativo de Gmina Barczewo, dentro del condado de Olsztyn, Voivodato de Varmia y Masuria, en el norte de Polonia. Se encuentra a unos 9 kilómetros al este de Barczewo y a 22 kilómetros al este de la capital regional Olsztyn.